# نهر غوس
غوس ((بالروسية: Гусь)‏, lit. إوز) هو نهر يقع في فلاديمير أوبلاست وريازان أوبلاست في روسيا. Itونهر غوس هو الرافد الأيسر لنهر أوكا.
يبلغ طول نهر غوس حوالي 146 كيلومتر (91 mi).
اشتقت أسماء العديد من الأماكن المأهولة التي تقع على طول ضفة النهء من اسم النهر مثل غوس-خروستالني، غوسيفسكيي، غوس-جيلينزني، غوس-باراخينو، غوسيفيسكي بوغوست.
كما يقع مصنع كريستال غوس على ضفة النهر. وهو أحد أشهر مصانع الكريستال في روسيا، ومنه اسم هذا الكريستال أخذت مدينة غوس-خروستالني اسمها.